# Central térmica Plana del Vent
La central térmica Plana del Vent es una central térmica de ciclo combinado situada en el término municipal de Vandellós y situada en el km.1124 de la N-340, enfrente de las centrales nucleares de Vandellòs I y Vandellòs II. Su combustible principal es el gas natural, pero también puede funcionar con gasóleo.
Cuenta con una potencia instalada de 800 MWe. Su inicio de producción fue en el verano de 2007 y costó 360 millones de euros. La operación y el mantenimiento corre a cargo de General Electric (GE).
La central fue construida y puesta en marcha por Gas Natural Fenosa, que en 2011 se la vendió a la eléctrica suiza Alpiq.

## Datos Técnicos
- 2 Turbinas de Gas GE 109FB (Modo de combustión DLN 2.6+ Dry Low NOx)
- 2 Turbinas de Vapor GE A15 - HEAT
- 2 Calderas NEM
- 1 Torre de refrigeración doble de tipo híbrido, con intercambiadores de titanio.
- Eficiencia del 58 %

## Propiedad
La central de Plana del Vent estaba participada por el grupo suizo Alpiq, que adquirió un 50 % en 2011, y Gas Natural también al 50 %. No obstante, Alpiq explotaba ambos grupos, con derecho a realizar una opción de compra sobre la parte perteneciente a Gas Natural Fenosa transcurridos 2 años desde la adquisición en propiedad de su grupo. 
En junio de 2019 Naturgy recuperó el uso del grupo 1.
Alpiq continua operando y manteniendo las dos unidades